# هاوانا (فلوریدا)
هاوانا (به انگلیسی: Havana) شهرکی در شهرستان گدسن ایالت فلوریدا است که در سال ۱۹۰۷ بنیان‌گذاری شده‌است. این شهرک طبق سرشماری سال ۲۰۱۰ میلادی، ۱٬۸۱۱ نفر جمعیت داشته و مساحت آن نیز ۴٫۸ کیلومتر مربع است.